# Jendouba Sports
 (novembre 2023).
Maillots
Jendouba Sports (arabe : جندوبة الرياضية) est un club tunisien de football fondé en 1922 et basé dans la ville de Jendouba.
Le club est la section football du club omnisports du même nom, et évolue en 2008-2009 en Ligue I. Depuis la saison 2014-2015, il évolue en Ligue II.
Le club compte notamment une section de handball qui évolue en Nationale A et qui a fourni beaucoup de joueurs à l'équipe nationale comme Anis Mahmoudi.

## Histoire
Lors de sa création en 1922 sous le nom d'Union sportive de Souk El Arbâa (USSA), le club fait partie du district de la Medjerda, aux côtés de l'Union sportive béjaoise, de l'Union athlétique de Tebourba, du Stade béjaois, de la Medjerda Sport de Medjez el-Bab, de l'Union sportive khemissienne et de l'Étoile bleue de Ghardimaou. Il est alors composé de jeunes Tunisiens et Français dont Belgacem Ben Salah, Ahmed Ben Mohamed, Abdelkader Mahrouz, Belgacem Zaghdoudi et Amor Ben Salah.
Un an après sa création, l'USSA remporte le championnat du district et parvient en demi-finale de la coupe qu'elle perd difficilement (1-2) contre le futur vainqueur de l'épreuve, l'Avant-garde de Tunis. L'équipe se contente par la suite de disputer la suprématie régionale avec l'USB durant plusieurs années. Parmi les joueurs de cette période, on peut citer Amor, Youssef et Saïd Aït Limam, Taïeb Ben Saïd, Maxime Brami, etc.
En 1945, le club adopte l'appellation d'Association sportive de Souk El Arbâa (ASSA) mais se contente d'évoluer au niveau régional jusqu'en 1965, année où débute le mandat du président Ali Yaalaoui. Celui-ci fait appel à des entraîneurs réputés comme Stéphane Dakowski, Lombardo[Qui ?] puis Abdelmajid Azaïez ; le club, devenu Jendouba Sports en 1966, finit par accéder en 1969 à la seconde division nord où il passe onze saisons avant de redescendre en troisième division. Il faut attendre l'avènement du président Mounir Basli, en 1996, pour voir le club évoluer et aspirer à une place parmi l'élite. 
Promu en 2005, Jendouba signe l'exploit lors de son premier match en s'imposant face au grand club de l'Espérance sportive de Tunis à l'occasion de la première journée du championnat (2 buts à 0). Malgré ses matchs face aux grands clubs tunisiens, Jendouba Sports ne réussit toutefois pas à se maintenir en Ligue I.
Le club joue donc en Ligue II durant la saison 2006-2007. En avril 2007, après une victoire contre son poursuivant direct, l'Olympique du Kef par un score de quatre buts à zéro, le club termine premier du championnat devant le Stade gabésien. Ils se qualifient donc pour la Ligue I avec leur nouvel entraîneur Adel Sellimi.

## Palmarès
| Compétitions nationales                                                           |
| --------------------------------------------------------------------------------- |
| - Championnat de Tunisie de deuxième division (3) : - Champion : 1999, 2005, 2007 |

## Personnalités

### Entraîneurs
- Dan Anghelescu (2001-2003)
- Mohamed Jelassi (2007-2008)
- Ridha Saïdi (2013-2015)

### Anciens joueurs
- Khaled Barka
- Farouk Chaibi
- Foued Chorfi
- Seiko Doumbia
- Houssem Eddine Sdiri
- Daou Bakari
- Ramzy Fathali
- Boubacar Touré
- Didier Lebri
- Yann Apiya